# Ralph McTell
Ralph McTell (vero nome Ralph May) (Farnborough, 3 dicembre 1944) è un cantautore e chitarrista inglese.
È stato una figura influente della scena folk britannica già a partire dagli anni sessanta. È conosciuto soprattutto per la canzone Streets of London, interpretata da oltre duecento artisti in tutto il mondo. Negli anni ottanta, ha composto e cantato canzoni per due programmi televisivi per bambini, Alphabet Zoo (che vedeva anche la partecipazione di Nerys Hughes) e, successivamente, Tickle on the tum (con la partecipazione di Jaqui Reddin). Da entrambe le produzioni televisive McTell ha tratto un album.
Lo stile chitarristico di McTell è stato influenzato da molti musicisti statunitensi di country e blues dei primi del XX secolo, tra cui Blind Blake, Blind Willie McTell e Robert Johnson.

## Biografia
Ralph May nasce dal matrimonio di Winifred Moss During e Frank May, che si incontrano a Banbury, nell'Oxfordshire, durante la seconda guerra mondiale. Il ragazzo viene battezzato Ralph in onore del compositore inglese Ralph Vaughan Williams (Frank aveva lavorato come giardiniere nella casa di quest'ultimo prima della guerra). Dopo la nascita di un secondo figlio, nel 1946, Frank abbandona la famiglia (1947).
L'amore per la musica sorge in Ralph repentinamente. I primi passi avvengono con l'aiuto di una diamonica, e il nonno, che suona l'armonica a bocca, lo aiuta e lo incoraggia. Banbury e l'Oxfordshire del nord saranno un riferimento costante nella vita di Ralph, il quale richiamerà questi giorni d'infanzia nella canzone Barges.
Al piano superiore a quello dei May vive un giovane irlandese. Sembra che questa figura, significativamente sostitutiva del padre, abbia ispirato la canzone Mr Connaughton. Similmente, Mrs Adlam's angels rievoca la figura dell'insegnante della scuola domenicale: "Mi innamorai del cerimoniale e delle musiche: è possibile sentire l'influenza di quegli inni nella struttura di alcune mie canzoni".
Nel 1952, due giovani tentano di introdursi in un magazzino di Croydon (dove, intanto, i May si sono trasferiti). Derek Bentley finisce per arrendersi, ma l'altro (Christopher Craig) spara e uccide un poliziotto. A Bentley viene comminata la pena di morte. Molti anni dopo, la storia confluisce nella canzone Bentley and Craig.
May finisce in seguito a studiare alla John Ruskin Grammar School, senza brillare troppo come studente, anche perché l'ambiente non gli è troppo consono, essendo frequentato soprattutto da allievi di classi sociali superiori. Anche dal punto di vista musicale, i suoi gusti tendono a farlo sentire un outsider: è infatti molto innamorato dello skiffle e del rock and roll. Acquista un vecchio ukulele e una copia di The George Formby Method. È seguendo questo metodo che riesce a mettere insieme i primi accordi. Apprende diversi classici skiffle, come Don't you rock me, Daddy-O. In breve, forma un gruppo che si dedica a questo genere.
All'età di 15 anni, May, essendo assai ansioso di abbandonare la scuola, vede nella British Army una via d'uscita. È così che nel 1959 si mette in lista per il Junior Leaders Battalion of The Queen's Surrey Regiment. Gli bastano solo sei mesi per comprendere che anche la vita delle armi non è fatta per lui. Si iscrive nuovamente a scuola, ottenendo qualche buon risultato solo in arte.
Al college, May scopre la cultura beatnik degli anni sessanta (Jack Kerouac e Allen Ginsberg su tutti). Importante è anche l'incontro con la musica nera statunitense (jazz, blues e R&B). Sue muse divengono Jesse Fuller, Ramblin' Jack Elliott, Robert Johnson e Muddy Waters.
Con un gruppo di amici, diventa un assiduo frequentatore del quartiere londinese di Soho e dei suoi jazz club. Si reca, inoltre, con regolarità, a Brighton. Passa sempre più tempo fuori da Croydon, sostenendosi con lavori temporanei in fabbriche, lavanderie, hotel.
È durante i suoi viaggi per la Gran Bretagna che incontra diversi musicisti che segneranno la sua vita e la scena musicale inglese, come ad esempio Jacqui McShee (futura cantante dei Pentangle), Martin Carthy e Wizz Jones. Viene persuaso a prendere parte ad una band sensibile al bluegrass, chiamata The Hickory Nuts, che gira l'Inghilterra e che, nonostante le difficoltà e gli innumerevoli concerti da pochi soldi, finisce per meritarsi onorari decenti e un pubblico piuttosto numeroso (come alla Croydon's Fairfield Hall).
Nel 1962 lascia casa per viaggiare all’estero: Francia, Belgio, Italia, Germania e poi in Grecia e Turchia. Ha fatto la sua strada facendo l’autostop e il suonatore ambulante.
Parigi fu visitata spesso da Ralph ed in seguito nel 1965 affittò una stanza con un suo amico e, nel 1966 Ralph conobbe una studentessa norvegese di nome Nanna Stein. Prima di sposarsi Nanna e Ralph vissero in Cornovaglia dove nel novembre del 1966 si sposarono. Sempre in quell’anno Ralph cambiò il suo cognome in quello d’arte di McTell in onore di Blind Willie McTell.
Il 21 gennaio del 1967 nacque il primogenito di Ralph e Nanna, Sam Bjorn. Durante l’anno Ralph firmò un contratto con la Transatlantic Records ed alla fine del 1967 registrò il suo primo album: “Eight Frames A Second”, l’album fu arrangiato da Tony Visconti e pubblicato nel 1968. La pubblicazione di questo album portò molto lavoro a Ralph e per questo motivo suo fratello Bruce divenne il suo manager e promoter.
Nel 1969 furono pubblicati due album: “Spiral Starcase” (che include la prima versione di Streets Of London) e “My Side Of Your Window” ed a luglio Ralph si esibì per la prima volta al Folk Festival di Cambridge ed a dicembre tenne il suo primo grande concerto alla Hornsey Town Hall, a maggio, per la prima volta, Ralph fece il tutto esaurito alla Royal Festival Hall e ad agosto partecipò al festival dell’Isola di Wight accanto a Jimi Hendrix. Quando Bruce May si dimise da manager il ruolo fu assunto da Jo Lustig. Nel 1970 Ralph fece nuovamente il tutto esaurito alla Royal Festival Hall e pubblicò il suo quarto album “Revisited”.
Il 9 febbraio del 1971 nacque la figlia di Ralph e Nanna, Leah Hanna May. “You Well Meaning Brought Me Here” fu pubblicato su etichetta Famous. Tra le canzoni di questo album ricordiamo: “The Ferryman” ispirata al libro di Hermann Hesse: “Siddhartha”, sempre in quell’anno Ralph tenne la sua prima tournée in USA. La sua prima etichetta fu la Paramount, ma in seguito firmò con la Warner Brothers. Durante la sua tournée americana incontrò la band inglese, di rock popolare, Fairport Convention. Tra di loro si stabilì un’amicizia duratura.
Nel 1972 Tony Visconti produsse “Not Till Tomorrow” su etichetta Reprise, tra i brani si distinguono “Zimmerman Blues”, “First Song”, “Barges” and “Sylvia”. In quel periodo Ralph e Nanna vivevano a Putney e comprarono una villa in Cornovaglia.
Durante il 1973 McTell dà vita al suo primo tour da solista che culmina nel gennaio del 1974 in un concerto che fece registrare il tutto esaurito alla Royal Albert Hall.
Alla fine del 1973 Ralph e Visconti si ritrovarono di nuovo in sala di incisione ed all’inizio del 1974 “Easy” fu pubblicato e “Streets of London” fu registrata nuovamente come singolo per la Reprise/Warner Bros. e divenne la numero 2 nelle charts inglesi. Milioni di vendite in tutto il mondo e la canzone divenne un classico tanto da far guadagnare a Ralph il prestigioso premio “Ivor Novello Songwriting Award”.
Nel 1975 Ralph pubblicò l’album: “Streets” e decise di fare un tour con un gruppo, ma fu un incubo e l’esperimento non fu un successo. Partì per l’America per una pausa e quando tornò si sentiva rincuorato e tenne un concerto di Natale a Belfast, dove ottenne una standing ovation. Malgrado nel Nord dell’Irlanda ci fossero delle guerriglie Ralph era l’unico, tra i maggiori artisti inglesi, a suonare li regolarmente.
Il 7 febbraio del 1976 nacque il secondo figlio maschio, Tom Stein May ed un altro album fu pubblicato: “Right Side Up” tra i brani maggiori: “Weather The Storm”, “From Clare to Here” e “Naomi”.
Ralph tenne un altro concerto da tutto esaurito alla Royal Albert Hall e partì per il tour in Australia (Sydney Opera House). Da questi concerti ebbe vita l’album live: “Ralph Albert & Sydney” pubblicato nel 1977. Incontrò John Jonah Jones e la loro amicizia durò fino alla morte di quest’ultimo nel 2003. Si esibì nuovamente al Folk Festival di Cambridge.
Il 19 aprile del 1978 nasce Billy-Joe May, il terzo figlio. Il 1978 fu un anno sabatico e Ralph si potette godere la sua famiglia, trascorrendo le loro giornate tra Londra e la Cornovaglia. 
Nel marzo del 1979 Ralph suonò alla Royal Festival Hall con Dave Pegg e Dave Mattacks e pubblicò il nuovo album “Slide Away The Screen” su etichetta Warner Brothers.
Nel 1980 Ralph e Bruce fondarono la Mays Records.
Durante il 1981 Dave Pegg, Dave Mattacks, Richard Thompson e Ralph formarono una band: “The GPs”, tennero circa una dozzina di concerti.
La prima registrazione su etichetta Mays fu “England” un singolo che, Billy Connolly, in seguito, utilizzò come colonna sonora per il suo programma televisivo sui viaggi 
Nel 1982 “Water of Dreams” contenente “Bentley & Craig” fu pubblicato su etichetta Mays. La Granada Television chiese a Ralph di scrivere ed interpretare dei brani sugli animali per una trasmissione per bambini (Alphabet Zoo). Alcune di queste canzoni furono raccolte nell’album “Song From Alphabet Zoo”, sempre su etichetta Mays.
Nel 1984 in seguito al grande successo di Alphabet Zoo Ralph creò un’altra serie televisiva intitolata “Tickle On The Tum”.
Bruce May stipulò un contratto con la Telstar Reconds, con cui Ralph registrò “At The End Of A Perfect Day” pubblicato nel 1985.
“Bridge Of Sighs” venne pubblicato nel 1986 su etichetta Mays e, tra gli altri, includeva “The Girl From The Hiring Fair” (in seguito un grande successo dal vivo dei Fairport Convention).
Nel 1987 Ralph supportò gli Everly Brothers durante i loro concerti, questo fu un evento molto importante per Ralph poiché Don e Phil erano i suoi eroi musicali. Alla fine del tour Ralph comprò un pappagallo africano parlante: Albert
Era il 1988 quando Ralph ritornò alle sue radici blues e ragtime con “Blue Skies Black Heroes” pubblicato sulla nuova personale etichetta Leola. Bruce non fu ancora per molto tempo il suo manager ed il ruolo fu affidato a Mick McDonagh.
Nel 1989 registrò un album con la Castle Communications: “Affairs Of The Heart”, un doppio album con delle versioni riarrangiate delle sue canzoni. Ralph fece una serie di concerti per pubblicizzare l’album.
Nel 1991 un’altra raccolta di canzoni blues e ragtime intitolata “Stealin’ Back” fu registrata su Castle Communications.
Il 1992 fu testimone della pubblicazione del tour e del CD “Silver Celebration”, in onore del venticinquesimo anniversario del suo primo album, in esso è contenuta una selezione di brani preferiti: “The Ferryman”, “From Clare To Here” e “Streets Of London”. Il tour occupò la maggior parte dell’anno. Sempre nel 1992 venne pubblicato anche il progetto più ambizioso che Ralph avesse fino ad ora intrapreso: “The Boy With A Note”, un’evocazione in musica e parole della vita di Dylan Thomas commissionato, come lavoro musicale per la radio, dalla BBC.
Nel 1993 Ralph esonerò dall’incarico il suo manager. Nanci Griffith pubblicò una versione di “From Clare To Here” e gli chiese di intervenire come suo ospite durante il tour londinese. Per la prima volta la collezione completa di “Alphabet Zoo” fu pubblicata su CD e su cassetta con etichetta ‘The Road Goes On Forever’. In autunno fece un tour intitolato “Black and White Tour” che riscontrò un interesse senza precedenti.
Nel 1994 iniziò una nuova registrazione e Ralph smise di fumare dopo 37 anni. A giugno Ralph apparì con Christy Moore, Loudon Wainwright III, Tanita Tikaram ed i Bronte Bros alla Royal Albert Hall in un concerto in memoria di Ken Woollard, l’organizzatore del Folk Festival di Cambridge. Il mese successivo Ralph suonò con la band di Alun Davies: “Good Men In The Jungle” al Folk Festival di Cambridge. The Road Goes On Forever pubblicò “Slide Away The Screen” su CD con tre canzoni mai pubblicate precedentemente. Durante questo anno Ralph va in Irlanda molte volte. Suona in Australia e Nuova Zelanda e fissa un paio di concerti ad Hong Kong. Al suo ritorno inizia il tour inglese e Ralph lavora fino alla metà di dicembre celebrando il suo cinquantesimo compleanno strada facendo, ma sempre senza fumare.
Nel 1995 finisce la registrazione negli studi Woodworm Studios di Dave Pegg e firma un contratto con la Transatlantic Records di proprietà della Castle Communication. Ad Ottobre “Sand In Your Shoes” fu pubblicato su CD. “The Islands”, un brano dal CD fu utilizzato da Billy Connolly come colonna sonora per il suo spettacolo sulla Scozia. La direzione di Michael Bisping fu confermata. Sinead O’Connor pubblicò “Streets Of London”. Ralph suonò la sua canzone “Bentley & Craig” alla funzione speciale per Derek Bentley sepolto al cimitero di Croydon. Ralph fu invitato in Swansea al “Year Of Literature Festival” per suonare alcune canzoni dall’album: “The Boy With A Note”.
Nel 1996 la BBC Radio 2 elegge “Sand In Your Shoes” come album della settimana. Ralph lavora di nuovo alla colonna sonora del tour di Billy Connolly in Scozia. In estate lavora alla BBC Radio2 come relatore e presentatore al Folk Festival di Sidmouth. Tiene alcuni concerti in Europa, USA. e Regno Unito. Un album dal vivo viene pubblicato su etichetta Leola: “Songs For Six Strings vol. II”.
Nel 1997 Ralph iniziò la sua unione artistica con la Tickety Boo. Suona “In The Dreamtime” per i ringraziamenti finali del programma di Billy Connolly. Venne pubblicata la prima biografia ufficiale scritta da Chris Hockenhull.
Nel 1998 fu registrato e pubblicato dalla Leola su video cassetta un concerto al Croydon Town Hall.
Nel 1999 il tour di Ralph fu registrato e pubblicato dalla Leola come doppio cd: “Travelling Man (The journey man)”. A maggio apparve sul quotidiano The Guardian un articolo su di lui.
Nel 2000 Ralph pubblica “Red Sky” su etichetta Leola. L’album contiene 19 brani. Ralph pubblica il primo volume della sua autobiografia “Angel Laughter”. Il 25 giugno Ralph e Nanna diventano nonni.
Nel 2001 Ralph presenta un tour speciale dal titolo: “National Treasure”. Un album con lo stesso titolo fu pubblicato dalla Leola. Ralph scopre di essere in possesso di circa 24 chitarre di cui una risonatore.
Nel dicembre del 2002 Ralph pubblica il secondo volume della sua biografia “Summer Lightning”. La BBC Radio conferisce a Ralph il premio alla carriera “Lifetime Achievement award”.
Nel 2003 Ralph decide di concedersi una pausa per quanto concerne i concerti. Trascorre il suo tempo a scrivere e a godersi la sua famiglia.
Nel 2004 Ralph organizza un tour in Australia, Nuova Zelanda, Regno Unito, Irlanda ed Europa.
Riappare al Folk Festival di Cambridge, al Music Festival di Sidmouth ed a quello di Cropredy.
Nel 2004 la Leola Ltd solidifica la sua posizione poiché ora cura molti aspetti della carriera di Ralph incluso il suo nuovo sito e la prenotazione dei concerti. Nel Novembre del 2004 viene celebrato il suo 60 compleanno con un concerto alla Royal Festival Hall di Londra, l'intero spettacolo viene pubblicato su DVD nel 2005 con il titolo “The London Show”.
La Leola pubblica “Time's Poems - The Song Lyrics of Ralph McTell” alla fine del 2005. Dedicato "a Woody Guthrie, l’uomo che ha iniziato tutto per me", “Time's Poems2 contiene "... tutte le canzoni che ho potuto trovare su appunti, ritagli di fogli, vecchie cassette, suregistrazioni e CDs”.
Nel 2006 il tour denominato “Walk Into The Morning” registra il tutto esaurito creando lunghe code di persone nei suoi “meet and greet” dopo i concerti, nel giugno 2006 McTell annuncia che non farà più “meet and greet” dopo i concerti con i suoi fans.
Per il tour denominato “Up close” nel Settembre 2006 propone al pubblico uno spettacolo chiamato “Dylan, Guthrie and The Country Blues”, cantando le sue covers di canzoni diWoody Guthrie, Bob Dylan e di artisti blues Americani come Big Bill Broonzy. McTell registra un album con queste canzoni intitolato “Gates of Eden”. McTell descrive la musica di questo CD come "… l’inizio del mio viaggio … queste canzoni sono sacre per me”. Un cofanetto di 4 CDs è pubblicato nell’Ottobre 2006. Ideato da David Suff da registrazioni eseguite tra il 1965 ed il 2006, “The Journey” viene pubblicizzato con molte interviste radiofoniche ed un tour comprendente due concerti “gala” alla Union Chapel di Londra. La confezione del cofanetto è ideata da John Haxby, che ha anche curato le fotografie della copertina.
Nel 2007 McTell tiene una serie di concerti in Australia seguiti da un tour in Inghilterra denominato “The Journey Continues” Nell’Agosto del 2007 la “Sanctuary Records” celebra il quarantesimo anniversario della prima registrazione di McTell ripubblicando su CD con bonus track i suoi tre album, pubblicati con la “Transatlantic”.
Nell’Ottobre del 2007 McTell pubblica un “audio libro” intitolato “As Far As I Can Tell”. I tre CDs includono anche delle letture della sua autobiografia intervallate da nuove registrazioni di canzone da loro ispirate Il triplo CD “The As Far As I Can Tell” è stato pubblicizzato con un tour che ha visto, tra le altre, una esibizione alla “St Mary’s church” di Banbury, una location che appare nel primo volume della sua autobiografia. Nel Dicembre del 2007 viene pubblicata dalla “Highpoint” col titolo “The Definitive Collection” una raccolta di canzoni, scelte direttamente da McTell, che include la versione di successo di Streets of London”. Durante il 2008, McTell assembla i due volumi della sua autobiografia in uno unico, ampliato con nuovi capitoli e fotografie dall’album della famiglia May, intitolato ”As Far As I Can Tell”.
Il 9 Ottobre 2008 McTell appare al canale nazionale della BBC1 nel programma “The One Show” dedicato alla canzone”Streets of London”. L’intervista è registrato A Parigi e condotto da Myleene Klass. Tale apparizione viene registrata per due video pubblicati dalla Leola Music Ltd su YouTube nei quali McTell parla di “Streets of London” ed includono dei brani registrati all’Institute of Contemporary Arts. Il concerto all‘Institute of Contemporary Arts viene pubblicato nel 2008 su DVD col titolo “McTell on The Mall”. In Ottobre del 2008 McTell intraprende un tour di trente date in Inghilterra. Il concerto alla “Town all” di Birmingham è inusuale in quanto vede la presenza di una band di supporto: The Dylan Project.
A luglio del 2009 McTell pubblica il suo primo CD scaricabile intitolato “Streets of London and Other Story Songs”, comprendente dodici canzoni dal suo catalogo.
Sabato 15 Agosto 2009 McTell appare al “Fairport's Cropredy Convention”.
Nell’Ottobre del 2009, McTell viene onorato dal Parlamento Inglese “All Party Folk Music Group” con una cerimonia speciale alla “House of Commons”, per celebrare il suo perituro contributo alla musica folk.
All’inizio del 2010 la Leola Music record pubblica un cofanetto di 4 CDs intitolato “Affairs of the Heart”, contenente canzoni d’amore, visto il contenuto, il cofanetto viene pubblicato il 14 Febbraio il giorno di San Valentino. La compilation non include nuove canzoni ma per l’occasione due canzoni vengono reincise e masterizzate digitalmente. Rory McGrath scrive una lunga presentazione che viene inclusa, come libretto, nel cofanetto, la copertina e la confezione vengono create da Peter Thaine.
Durante il 2010, McTell registra il nuovo album in studio il primo dopo dieci anni: “Somewhere Down the Road”. Sul sito ufficiale www.ralphmctell.co.uk è stato inserito il diario sul “work in progress” con dettagli sulla preparazione, registrazione e le sessioni.
Sul sito ufficiale il CD viene descritto come “Il primo nuovo ed originale CD di Ralph McTell in una decade”, l’uscita è prevista per il 18 Ottobre 2010 (copie in prevendita sono disponibili dal 3 Settembre. In autunno è previsto il nuovo tour denominato con lo stesso titolo del CD. Il 21 Novembre 2010, McTell pubblica una canzone stagionale “The Things You Wish Yourself”, soltanto in versione download.
Nel Maggio 2011 in occasione della celebrazione del 70º compleanno di Bob Dylan Mctell venne invitato a registrare una sua versione di una canzone per BBC RADIO2. “Don’t Think Twice It’s Alright” era anche il titolo dell’EP tributo di McTell a Bob Dylan contenente sei canzoni e pubblicato soltanto in versione download.
Nel Settembre 2011 McTell inizia un tour di 36 date, nel Regno Unito, conclusosi alla Cadogan Hall l’11 Dicembre. Nella prima date del tour McTell presenta il suo nuovo boxset “Songs for six string”. Verranno pubblicati con una scadenza prestabiliti sei CDs, uno per ogni corda di chitarra, contenenti registrazioni live di sei canzoni di McTell. I CDs saranno disponibili per l’acquisto solo ai concerti o dal sito ufficiale.
In Aprile e Maggio 2012, McTell effettua un breve tour in Australia. Il tour inglese del 2012, denominato “An English heartbeat”, inizia ad Ottobre e vede la pubblicazione del CD strumentale “Sofa Noodling”.
In una intervista pubblicata durante il suo tour 2013 “One more on the road”, McTell dice: “potrebbe essere l’ultima volta che faccio un tour così lungo … questo è l’inizio di chiudere le cose lentamente”.
La primavera del 2014 vede McTell in giro per le regioni Celtiche delle isole britanniche e la pubblicazione di una compilazioni con canzoni ispirate alla cultura celtica: “Celtic Cousin”. La punta di diamante del tour è la perfomance del tributo a Dylan Thomas “The boy with a note” nella città natale di Thoman a Laugharne nel sud del Galles.
Verso la fine dell’anno McTell commemora il centenario dell’inizio della prima guerra mondiale con la pubblicazione di un EP intitolato “The Unknown Soldier” .
Il 7 dicembre 2014 McTell celebrerà il suo 70º compleanno con un concerto al Theatre Royal, Drury Lane di Londra.

## Discografia

### Album studio
- 1968 Eight Frames a Second (Transatlantic)
- 1969 Spiral Staircase (Transatlantic)
- 1969 My Side of Your Window (Transatlantic)
- 1970 Revisited (Transatlantic)
- 1971 You Well-Meaning Brought Me Here (Famous Music)
- 1972 Not Till Tomorrow (Reprise Records)
- 1974 Easy (Reprise)
- 1975 Streets... (Warner Bros.)
- 1976 Right Side Up (Warner Bros.)
- 1979 Slide Away the Screen (Warner Bros.)
- 1982 Water of Dreams (Mays)
- 1983 Songs from Alphabet Zoo (Mays)
- 1985 At the End of a Perfect Day (Telstar)
- 1986 Bridge of Sighs (Mays)
- 1988 Blue Skies Black Heroes (Leola Music)
- 1990 Stealin' Back... (Castle Communications)
- 1992 The boy with a note (Leola Music)
- 1995 Sand in Your Shoes (Transatlantic)
- 2000 Red Sky (Leola Music)
- 2002 National Treasure (Leola Music)
- 2006 Gates of Eden (Leola Music)
- 2007 As Far As I Can Tell (Leola Music) - 3 CD audiolibro
- 2010 Somewhere Down the Road Leola
- 2011 Don't Think Twice It's Alright Leola (su Internet)

### Live
- 1977 Ralph, Albert & Sydney (Warner Bros.) - riedito da Leola Music anche come Songs for Six Strings - volume I
- 1979 Live (Fantasy)
- 1996 Songs for Six Strings - Vol. II (Leola Music)
- 1998 Live at the Town Hall  Leola 1998 (VHS, live)
- 1999 Travelling Man - The Journey, the Songs (Leola Music) (2 CD)
- 2005 The London Show (Leola Music) (DVD) concerto realizzato in occasione del suo 60º compleanno con vari ospiti
- 2008 McTell on the Mall (Leola Music) (DVD) concerto registrato nel 2000 all'Istituto di Arti Contemporanee di Londra
- 2011 Songs For Six Strings (1st - E) Leola
- 2012 Songs For Six Strings (2nd - B) Leola
- 2012 Sofa Noodling Leola

### Raccolte
- 1983 Best of Alphabet Zoo (Mays) (selezione dall'album Songs from Alphabet Zoo con sei nuovi pezzi)
- 1986 The Best of Tickle on the Tum (Mays)
- 1989 Affairs of the Heart (Castle Communications)
- 1992 Silver Celebration (Castle Communications)
- 1992 The Best of Ralph McTell (Castle Communications)
- 2006 The Journey 4CDs Box (Leola Music)
- 2009 Streets of London and Other Story Songs Leola (su Internet)
- 2010 Affairs of the Heart Leola (4-CD box set)

### Partecipazioni
- 1983 Just Guitars (CBS)